# Hubert Schwarz (Fußballspieler)
Hubert Schwarz (* 11. Januar 1958) ist ein ehemaliger deutscher Fußballspieler, der zwischen 1982 und 1984 mit dem MSV Duisburg in der 2. Bundesliga antrat.

## Karriere
Nach dem erstmaligen Abstieg des MSV Duisburg aus der Bundesliga im Jahr 1982 wurde der 24-jährige Schwarz in der folgenden Spielzeit 1982/83 in den Kader aufgenommen. Am 14. August 1982 stand er bei einer 0:1-Niederlage gegen den FC Augsburg in der Startelf und spielte bis zur 62. Minute, womit er sein Profidebüt erreicht hatte. Im weiteren Saisonverlauf kam er als Stürmer zwar häufig zu weiteren Einsätzen, konnte sich aber keinen Stammplatz erkämpfen und am 22. Januar 1983 bei einem 3:0-Sieg gegen den BV 08 Lüttringhausen seinen einzigen Torerfolg verbuchen. Die Mannschaft blieb von einem möglichen Wiederaufstieg weit entfernt und erreichte das Tabellenmittelfeld.
In der Saison 1983/84 wurde er unter dem neuen Trainer Luis Zacarias deutlich seltener berücksichtigt und stand nur ein Mal in der Startelf. Der MSV erreichte die Relegationsrunde um den Aufstieg, war aber ohne die Mitwirkung von Schwarz Eintracht Frankfurt unterlegen. Zur Sommerpause 1984 endete nach zwei Jahren mit 24 Zweitligapartien und einem erzielten Treffer seine Profilaufbahn.